# Eduardo Felipe Pérez Matias
Eduardo Felipe Pérez Matias é doutor em Direito Internacional pela Faculdade de Direito da Universidade de São Paulo, onde também se graduou,  e autor de mais de cem artigos publicados em diversos meios de comunicação do país.
Em 2005 publicou o livro A Humanidade e Suas Fronteiras - do Estado Soberano à Sociedade Global, vencedor do Prêmio Jabuti de Literatura de 2006 na categoria economia, negócios, administração e direito, e, em 2014, o livro A Humanidade contra as Cordas: a Luta da Sociedade Global pela Sustentabilidade.

## Obras publicadas
- A Humanidade E Suas Fronteiras - do Estado soberano à sociedade global, Editora Paz e Terra S/A (2005), ISBN 852190763X
- A Humanidade contra as Cordas - a luta da sociedade global pela sustentabilidade, Editora Paz e Terra S/A (2005), ISBN 978-85-7753-289-6